# 박지민 (2000년)
박지민(한국 한자: 朴志旼, 2000년 5월 25일~)은 대한민국의 축구 선수이며 포지션은 골키퍼이다. 현재 성남 FC 소속이다.

## 선수 경력
2018년 4월 17일 수원 삼성 블루윙즈와 준프로 계약을 하며 프로에 입문했다. 2019시즌을 앞두고 수원 삼성에 우선지명 선수로 선발되며 정식 계약을 체결했다.
2020년 5월 군 문제 해결을 위해 상주 상무에 입대하였고, 2021 시즌 중 군 복무를 마치고 수원으로 복귀하였다.

## 수상

### 팀

#### 대한민국 U-20
- FIFA U-20 월드컵 준우승: 2019

#### 수원 삼성 블루윙즈
- FA컵 우승: 2019